# Mycetophila cekalovici
Mycetophila cekalovici är en tvåvingeart som beskrevs av Duret 1980. Mycetophila cekalovici ingår i släktet Mycetophila och familjen svampmyggor. Inga underarter finns listade i Catalogue of Life.